# Teufelshof (Nauen)
Koordinaten: 52° 39′ 43,56″ N, 12° 52′ 1,2″ O

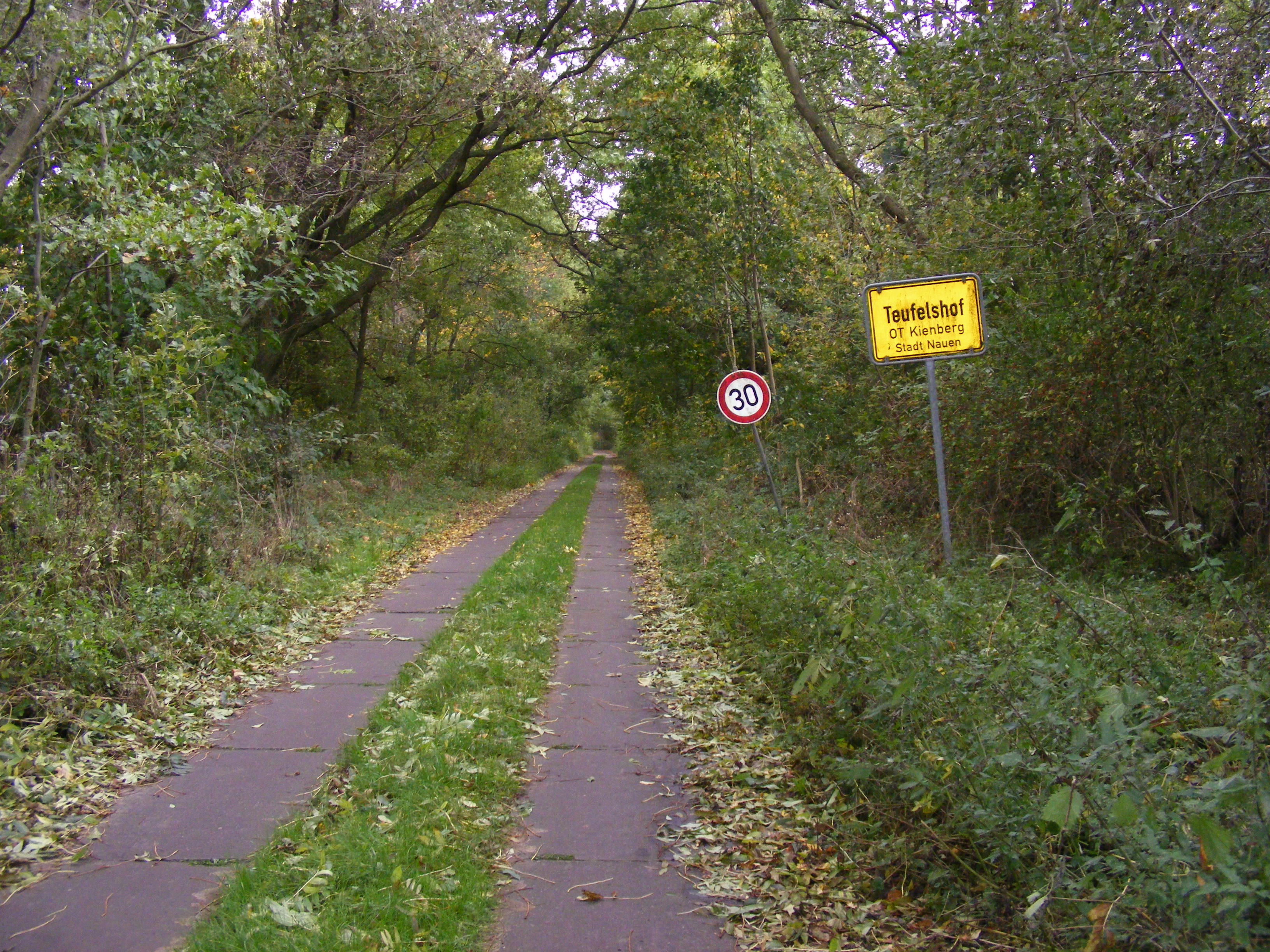
Ortsschild am Prinzendamm aus Richtung Dreibrück

Die Siedlung Teufelshof im Osten des Havelländischen Luchs gehört zum sehr ländlichen „Stadtteil“ Kienberg der Stadt Nauen.
Sie hat (2013) nur zwölf ständige Einwohner. Dazu gibt es eine Kleingartenkolonie mit 15 Parzellen.
Die Siedlung ist durch eine überwiegend asphaltierte Straße mit Kienberg verbunden und durch einen Plattenspurweg mit Dreibrück.
Das umliegende Land wird heute von Betrieben aus Nachbarorten vor allem als Rinderweide genutzt. Es ist reich an Brutvögeln und Rastplatz großer Zugvögel wie Gänse und Kraniche.

## Geschichte
Bis in das zweite Jahrzehnt des 20. Jahrhunderts war das so genannte Teufelsluch im Osten des Havelländischen Luchs in der Nähe des Gutshofs Kienberg unbesiedelt und wurde allenfalls extensiv genutzt.
Erst während des Ersten Weltkriegs wurde es urbar gemacht. Für die Meliorisationsarbeiten, vor allem das Ausheben der Entwässerungsgräben, wurden russische Kriegsgefangene eingesetzt, die im Lager Bergerdamm untergebracht waren. Zur Bewirtschaftung des gewonnenen Nutzlandes entstanden zwei neue Gutshöfe, der Ebereschenhof und eben der Teufelshof. Dieser ist heute verfallen, aber aus Landarbeiterunterkünften und einem Wirtschaftsgebäude wurden Einfamilienhäuser.
Die Kleingartenkolonie wurde in den 1980er Jahren für Pressemitarbeiter aus Ost-Berlin eingerichtet.